# Wa-19
Wa-19 — тральщик Імперського флоту Японії, який взяв участь у Другій світовій війні.
Корабель, який належав до допоміжних тральщиків типу Wa-1, спорудили у 1943 році на верфі компанії Sanoyasu Dock.
З червня 1943-го Wa-19 належав до військово-морського округу Майдзуруа, який відповідав за охорону західного узбережжя Хонсю. Більш як рік корабель ніс тут патрульну службу, допоки в липні 1944-го його не перевели до Спеціальної військово-морської бази Циндао, яка діяла в Жовтому морі. До кінця війни корабель ніс тут службу з базуванням на кілька портів, передусім корейський Хеджу та китайський Далянь (Порт-Артур).
17 травня 1945-го Wa-19 провів атаку глибинними бомбами по ймовірній ворожій субмарині.
30 липня 1945-го тральщик відкривав вогонь по літаку.
Корабель дочекався капітуляції Японії, а в жовтні 1947-го був переданий Китаю, де отримав найменування «Sao Lei 202». У 1952-му був перейменований на Jiang Yong (YP-542) та ніс службу до 1968-го.